# 2MASS J12035812+0015500
2MASS J12035812+0015500 ist ein L3-Zwerg im Sternbild Jungfrau. Er wurde 2000 von Xiaohui Fan et al. entdeckt. Seine Position verschiebt sich aufgrund seiner Eigenbewegung jährlich um 1,24 Bogensekunden.